# Ichneumon acetimuscorum
Ichneumon acetimuscorum là một loài tò vò trong họ Ichneumonidae.